# Tönkebúza
A tönkebúza, más néven kétszemű búza (Triticum dicoccum) az egyik legősibb gabonaféle, melyet már 10 000 éve termeszt az emberiség. Mesterségesen, háziasításokkal és szelekciókkal kifejlesztett faj, kalásza olyan, mint a durumbúzáé (Triticum durum). Napjainkra a csupasz kalászú gabonafélék nagyrészt már kiszorították a termelésből, de igénytelensége, betegségekkel szemben mutatott szívóssága és kedvező élettani hatása miatt ismét egyre jobban teret hódít.

## Története, genetikai háttér

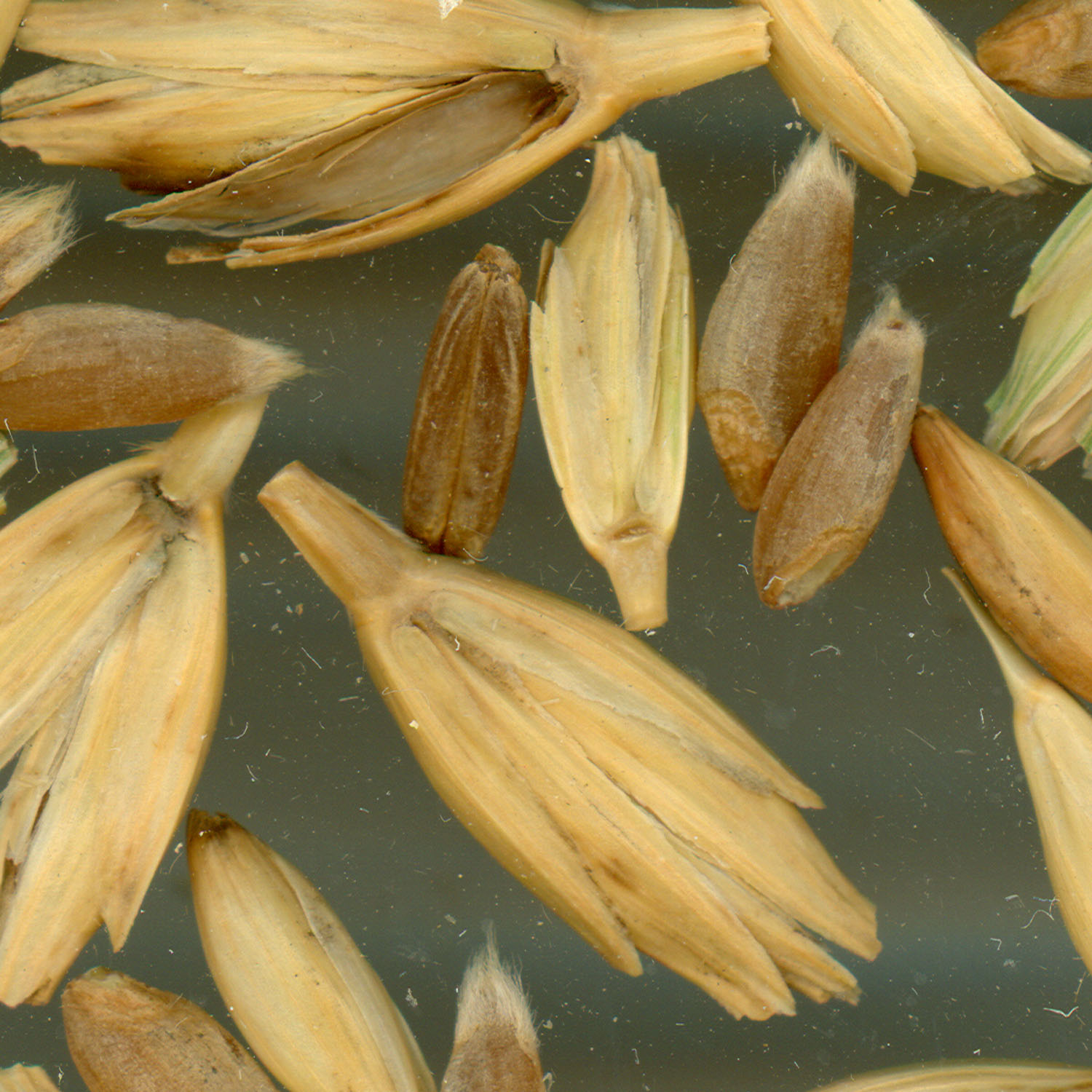
Termesztett tönkebúzaszemek

A tönkebúza hosszú folyamat eredményeként alakult ki. A mai forma genetikailag az egykori tönke (T. dicoccum) és tönkölybúza (T. spelta), valamint egy korai tönköly (T. spelta) és kecskefű (Aegilops tauschii) hibridizációja lévén jöhetett létre. A legkorábbi bizonyítékokat 23 000 évesre becsülik, mivel az akkori vadászó-gyűjtögető életmódot folytató népek élőhelyén már találtak elszenesedett búzaszemeket a mai Izrael területén. Körülbelül 9000 évvel ezelőtt jöhetett létre és termesztettek tovább tudatosan egy tönkebúza és tönkölybúza őstől származó mutációt, amely könnyebben volt csépelhető. Ezt követően körülbelül 8500 évvel ezelőtt alakulhatott ki az a búzafaj, amit már kenyérbúzaként termesztettek, és a mai forma elődjének tekinthető. A tönkebúza egy tetraploid (2n = 4x = 28 kromoszóma) növény. Az ősi vadon élő és a háziasított forma között az a legfőbb különbség, hogy a vadon élő forma kalásza éretten szétesik és a magok kiszóródnak a földre, míg a háziasított formánál a kalász egyben marad, megkönnyítve a betakarítást.

## Termelés

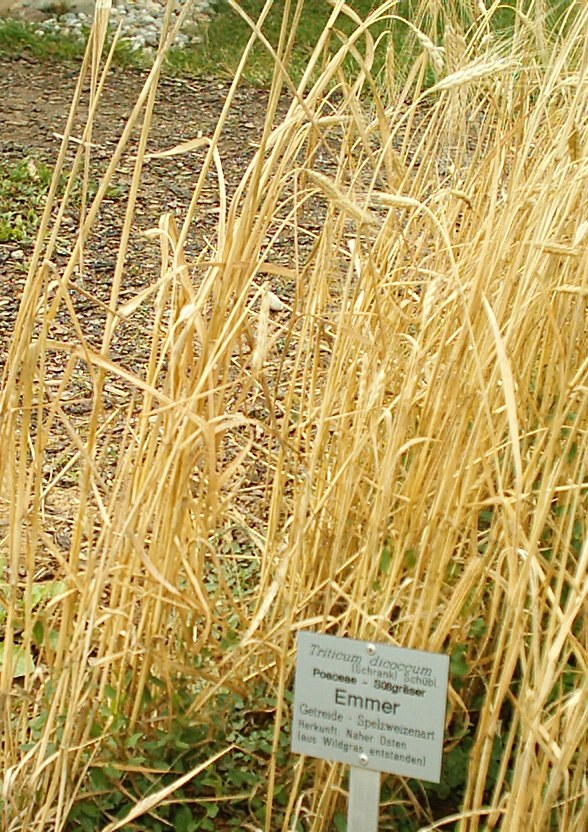
A tönkebúza Triticum dicoccum

Napjainkban a tönkebúza reliktum növény, melyet elsősorban hegyvidéki területeken termesztenek. Ennek értéke abban rejlik, hogy gyenge minőségű talajon is viszonylag jó terméshozamra képes. Hideg és szárazságtűrő növény, és ellenáll a gombás betegségeknek (például: szár rozsda) melyek elterjedt betegségek az alacsonyabb nedves területeken. A tönkebúzát termesztik Örményországban, Marokkóban, Spanyolországban, a Kárpátok határain (Ausztria, Csehország és Szlovákia), Albániában, Törökországban, Svájcban, Magyarországon, Németországban, Görögországban és Olaszországban. Számottevő mennyiségben termesztik az USA-ban is mint különleges gabonafélét.
Olaszországban egyedülállóan nagy mennyiségben termesztik, termelése még napjainkban is bővül. Toszkána hegyvidéki területein, a gazdák mint oltalom alatt álló védett növényt termesztik.

## Felhasználás
A tönkebúzát főként emberi fogyasztásra termesztik, bár előfordul, hogy takarmányozásra használják. Főként kenyeret és egyéb pékárut készítenek belőle, de felhasználják tészta- és sörgyártásra is. A tönkebúza kémiai összetételéről, tápértékéről kevés adat áll rendelkezésre, de magas rost- és antioxidáns-tartalma, alacsony glikémiás indexe, erősen laktató mivolta alapján fontos szerepe lehet diétákban, például cukorbetegek esetében. Jelentőségét tovább növelheti, hogy jól termeszthető organikus, vegyszermentes agrikultúrában.

## Fordítás
- Ez a szócikk részben vagy egészben  az   Emmer című angol Wikipédia-szócikk ezen változatának fordításán alapul.  Az eredeti cikk szerkesztőit annak laptörténete sorolja fel. Ez a jelzés csupán a megfogalmazás eredetét és a szerzői jogokat jelzi, nem szolgál a cikkben szereplő információk forrásmegjelöléseként.